# Stanisław Cozaś
Stanisław Paweł Cozaś (ur. 29 czerwca 1923 w Skalmierzycach, zm. 9 września 1998) – polski działacz państwowy, wieloletni pracownik Urzędu Bezpieczeństwa Publicznego, prezydent Poznania (1973–1975) i wojewoda poznański (1975–1981).

## Życiorys
Syn Kazimierza i Ireny. W latach 1936–1939 kształcił się w gimnazjum i w liceum w Kaliszu. W czasie II wojny światowej przebywał na robotach w Rzeszy (1943–1945). Należał do Związku Walki Młodych, Polskiej Partii Socjalistycznej i Polskiej Partii Robotniczej, w której egzekutywie od 1945 zasiadał w Kaliszu. W 1945 podjął także służbę w organach bezpieczeństwa publicznego w Kaliszu, następnie był m.in. zastępcą naczelnika Wydziału II Wojewódzkiego Urzędu Bezpieczeństwa Publicznego w Poznaniu (do 1949). W 1948 wraz z PPR przystąpił do Polskiej Zjednoczonej Partii Robotniczej. Studiował prawo na Uniwersytecie Poznańskim, pracując jednocześnie w Centrali Handlu Przemysłu Drzewnego w Poznaniu. Od 1955 do 1964 był sekretarzem, a w latach 1964–1970 wiceprzewodniczącym prezydium Wojewódzkiej Rady Narodowej w Poznaniu. W latach 1958–1964 pełnił funkcje prezesa Zarządu Wojewódzkiego Ligi Obrony Kraju w Poznaniu oraz członka Zarządu Głównego LOK w Warszawie. W 1958 został członkiem Wojewódzkiej Komisji Kontroli Partyjnej PZPR w Poznaniu, a 13 października 1970 członkiem egzekutywy Komitetu Wojewódzkiego partii. Od 1970 do 1973 kierował pracami prezydium Miejskiej Rady Narodowej w Poznaniu, następnie był prezydentem miasta (1973–1975). W 1973 został przewodniczącym Wojewódzkiej Rady Narodowej w Poznaniu (był również wicewojewodą poznańskim), a w latach 1975–1981 sprawował funkcję wojewody poznańskiego. Został odwołany we wrześniu 1981, w roli wojewody zastąpił go Marian Król.
Odznaczony Złotym Krzyżem Zasługi (1953) i Medalem 10-lecia Polski Ludowej (1955).
Został pochowany na Cmentarzu Junikowo w Poznaniu.